# Paragymnomerus
Paragymnomerus is een geslacht van vliesvleugelige insecten van de familie plooivleugelwespen (Vespidae).

## Soorten
- P. amitinorum Bluethgen, 1952
- P. dusmeti Bluethgen, 1962
- P. spiricornis (Spinola, 1808)